# Maša Kociper
Maša Kociper, slovenska pravnica in političarka, * 17. julij 1972, Maribor.
Trenutno je ljubljanska mestna svetnica in državna sekretarka v kabinetu predsednika vlade Roberta Goloba, pristojna za odnose z Državnim zborom. Kot članica različnih strank je bila več mandatov tudi poslanka v Državnem zboru Republike Slovenije.

## Mladost
Leta 1996 se je zaposlila kot svetovalka v Državnem zboru Republike Slovenije; tu je ostala do leta 2000, ko se je zaposlila v agenciji Pristop. Na Pravni fakulteti v Ljubljani je leta 1997 diplomirala z nalogo Funkcije predsednika republike v parlamentarnem sistemu (COBISS) in opravila še pravniški državni izpit.
Leta 2000 je postala vodja Službe za odnose z javnostmi in Službe za alternativno reševanje sporov (mediacijo) na Okrožnem sodišču v Ljubljani); na sodišču je ostala do leta 2007.

## Politika
Leta 2006 in leta 2010 je bila izvoljena v Mestni svet Mestne občine Ljubljana na Listi Zorana Jankovića; v prvem mandatu je bila članica Odbora za gospodarske javne službe in promet, Odbora za varstvo okolja, Odbora za lokalno samoupravo ter Komisije za mandatna vprašanja, volitve in imenovanja.
Na predčasnih državnozborskih volitvah 4. decembra 2011 je bila na listi Pozitivne Slovenije izvoljena v Državni zbor Republike Slovenije. Na ustanovni seji 21. decembra 2011 jo je Pozitivna Slovenija kot prvo žensko predlagala za funkcijo predsednika Državnega zbora Republike Slovenije; v prvih dveh krogih je kandidirala proti Borutu Pahorju, medtem ko jo je v tretjem krogu premagal Gregor Virant (Pahor v tretjem krogu ni vložil kandidature). Pozneje na seji so ustanovili še Odbor za notranjo politiko, javno upravo in pravosodje Državnega zbora Republike Slovenije in za predsednico izvolili Kociprovo.
Ob razkolu v stranki Pozitivna Slovenije se je Maša Kociper postavila na stran Alenke Bratušek in kasneje z njo izstopila iz stranke in soustanovila Zavezništvo Alenke Bratušek. Na državnozborskih volitvah leta 2014 se je na listi neuspešno potegovala za poslanski mandat. Ponovno neuspešna je bila na predčasnih državnozborskih volitvah leta 2018, a je po imenovanju Petra Jožefa Česnika na mesto ministra nadomestila njegov poslanski sedež. Ob tem je postala tudi vodja poslanske skupine. Po razpadu 13. vlade Republike Slovenije se Česnik ni odločil za vrnitev v poslanske klopi, zato je Kociprova poslanski mandat obdržala. Za SAB je kandidirala tudi na volitvah leta 2022, a se stranka ni prebila v parlament.
Predsednik 15. vlade Republike Slovenije Robert Golob jo je imenoval v svoj kabinet kot državno sekretarko, odgovorno za koordinacijo med Vlado RS in državnim zborom.